# Sir James Whitney School for the Deaf
Sir James Whitney School for the Deaf est une école pour sourds, située à Belleville, en Ontario, au Canada. Elle a été fondée en 1870.

## Galerie

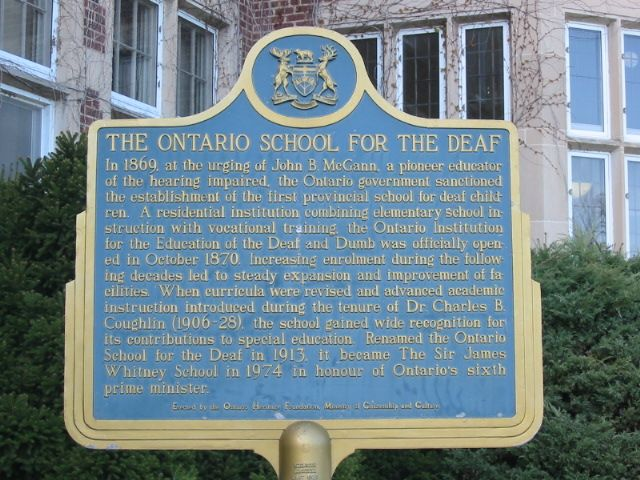
The Ontario Institution for the Education of the Deaf and Dumb (1870 à 1912) - The Ontario School for the Deaf (1913 à 1973) - The Sir James Whitney School for the Deaf (Depuis 1974)
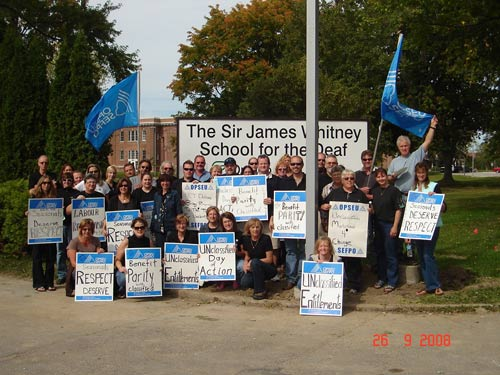
SJW Strike 2008